# Hephathus fergusoni
Hephathus fergusoni är en insektsart som beskrevs av Evans 1942. Hephathus fergusoni ingår i släktet Hephathus och familjen dvärgstritar. Inga underarter finns listade i Catalogue of Life.